# Grey River (Neufundland)
Der Grey River ist ein Fluss im Süden der Insel Neufundland in der kanadischen Provinz Neufundland und Labrador.

## Flusslauf
Der Grey River fließt unterhalb des Staudammes des Meelpaeg Lake ca. 70 km in überwiegend südsüdwestlicher Richtung zur Südküste der Insel und mündet schließlich in das obere Ende des Northeast Arm des Ästuars des Flusses. Das Ästuar besitzt eine schmale Verbindung zum Meer. Dort befindet sich am Westufer die Siedlung Grey River. Im Rahmen eines größeren Wasserkraftprojektes wurde der Oberlauf des Flusses sowie eines rechten Nebenflusses vom Flusssystem abgetrennt. Das Wasser der beiden Seen Granite Lake und Meelpaeg Lake wird heute nach Osten zum Wasserkraftwerk Bay d’Espoir abgeleitet.

## Hydrologie
Der Grey River entwässert ein Areal von etwa 1400 km². Der mittlere Abfluss 9 km oberhalb der Mündung beträgt 56,6 m³/s. Der April ist mit im Mittel 118 m³/s der abflussreichste Monat.